# Нортголт (станція метро)
51°32′53″ пн. ш. 0°22′06″ зх. д. / 51.548056° пн. ш. 0.368333° зх. д.
Нортголт  (англ. Northolt) — станція Центральної лінії Лондонського метрополітену. Станція знаходиться у Норголт, Ілінг, Лондон, у 5-й тарифній зоні, на відгалуженні Раїсліп між метростанціями — Грінфорд та Саут-Раїсліп. В 2018 році пасажирообіг станції — 4.85 млн пасажирів.
- Конструкція станції: наземна відкрита з однією острівною прямою платформою.
- 21 листопада 1948: відкриття станції.

## Пересадки
На автобуси London Buses маршрутів: 90, 120, 140, 282, 395, E10, X140 та нічний маршрут N7. 

## Послуги
| Попередня станція | Лінія | Лінія                                           | Лінія | Наступна станція |
| ----------------- | ----- | ----------------------------------------------- | ----- | ---------------- |
| Грінфорд          |       | Лондонське метро Центральна лінія петля Гаїнолт |       | Саут-Раїсліп     |